# Operation Dukedom
1941

Versenkung der Force Z 
1942

C –
Ironclad 
1944

Diplomat –
Cockpit –
Transom –
Councillor –
Pedal –
Crimson –
Banquet –
Light –
Millet –
Outflank –

ab 22. Nov. als British Pacific Fleet Robson 
1945

Lentil –
Meridian –
Suffice –
Stacey –
Transport –
Onboard –
Penzance –
Passbook –
Sunfish –
Bishop –
Dukedom –
Mitre –
Irregular –
Balsam –
Bedlam Green –
Collie –
Livery –
Jurist –
Tiderace
Die Operation Dukedom war eine Unternehmung der britischen Eastern Fleet (East Indies Station) unter dem Kommando von Vizeadmiral Sir Arthur Power während des Pazifikkriegs im Zweiten Weltkrieg. Die Operation wurde gestartet, um den japanischen Schweren Kreuzer Haguro, den Zerstörer Kamikaze und mehrere U-Boot-Jäger aufzuspüren und diese gegebenenfalls zu zerstören.
Am 10. Mai 1945 verließen die Haguro und der Zerstörer Kamikaze Singapur mit dem Auftrag, Truppen von den Nikobaren und Andamanen zu evakuieren. Den beiden britischen U-Booten Statesman und Subtle gelang die Ortung der beiden Schiffe in der Straße von Malakka.

## Operationsdurchführung
Noch am selben Tag verließ die Force 61 unter dem Kommando von Vizeadmiral Harold Walker Trincomalee an der Ostküste von Ceylon und begab sich auf die Suche nach den beiden japanischen Kriegsschiffen.
Die Force 61 bestand aus den Schlachtschiffen Queen Elizabeth und der französischen Richelieu, dem Schweren Kreuzer Cumberland und dem Leichten niederländischen Kreuzer Tromp, dem 21. Trägergeschwader mit den Geleitträgern Hunter, Khedive, Shah, Emperor und dem Leichten Kreuzer Royalist, sowie den Zerstörern Rotherham, Saumarez, Venus, Vigilant, Virago, Nubian und Penn. Letzterer musste aus technischen Gründen umkehren und wurde durch die beiden Zerstörer Verulam und Tartar ersetzt. Die Kriegsschiffe der Force 61 wurden von der Force 70 unterstützt, die aus dem Tankschiff Easedale bestand, der vom Zerstörer Paladin eskortiert wurde.
Vizeadmiral Walker beabsichtigte die beiden japanischen Kriegsschiffe im Ten Degrees Channel, der die Nikobaren und die Andamanen trennt, abzufangen. Daher wurde eine schnelle Eingreiftruppe am 11. Mai um 19:40 Uhr angewiesen etwa 80 Kilometer von der Force 61 entfernt vorzurücken, um in einer besseren Position zu sein, um den gemeldeten japanischen Schweren Kreuzer abzufangen. Dazu gehörten die Richelieu, die Cumberland, sowie die Zerstörer Virago, Vigilant, Verlulam, Venus und Saumarez.

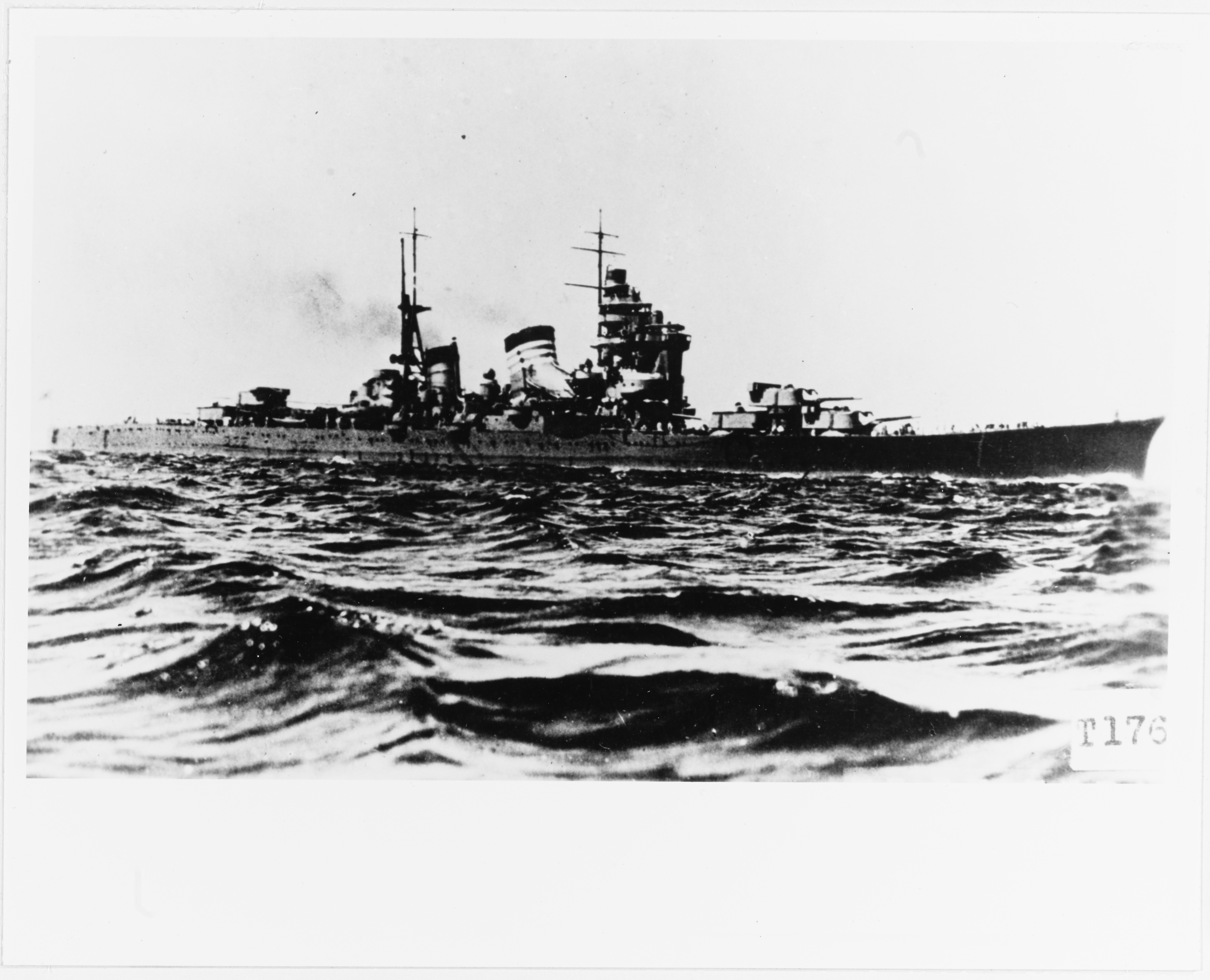
Der Schwere Kreuzer Haguro

Am frühen Nachmittag des nächsten Tages wurde ein Luftangriff mit vier trägergestützten Hellcats gegen Flugplätze auf Car Nicobar durchgeführt. Ein japanisches Flugzeug soll während der Angriffe in Flammen aufgegangen sein. Allerdings sichteten Aufklärungsflugzeuge die britischen Angriffe, deren Warnungen die Japaner dazu veranlassten die Haguro und Kamikaze zurückzurufen. Dies wurde vom U-Boot Statesman an die Flotte gemeldet. Um eine weitere Sichtung möglichst zu vermeiden, begab sich die Force 61 dann zu einer Position etwa 320 Kilometer südwestlich von Achin Head, Nord-Sumatra, und die Force 70 wurde befohlen, sich mit der Force 61 zum Auftanken zu treffen.
Es wurde gemutmaßt, dass die japanischen Schiffe einen zweiten Versuch unternehmen könnten, wenn ihre Flugzeuge keine weiteren Sichtungen der Eastern Fleet melden würden.
Am Nachmittag des 13. Mai wurden auf Ersuchen vom Flag Officer der Eastern Fleet, Konteradmiral Randolph Nicholson, alle verfügbaren Schiffe von Trincomalee aus in See geschickt. Der Leichte Kreuzer Nigeria und die Zerstörer Redoubt, Racehorse, und Roebuck ergänzten damit die Force 61. Auch der Zerstörer Rocket, der gerade einen Truppentransporter in Richtung Süden eskortierte, erhielt den Befehl am 14. Mai zur Force 62 zu stoßen. Weiterhin stachen der Tanker Olwen und der Zerstörer Penn (Force 67) am 13. Mai von Trincomalee aus in See um Kurs nach Nordosten zu nehmen und den Bedarf an einer zweiten Tankeinheit zu decken.
Ebenfalls am 14. Mai hatte Vizeadmiral Walker die Geleitträger des 21. Trägergeschwaders unter Kommodore Geoffrey Nigel Oliver, den Schweren Kreuzer Cumberland und die Zerstörer der 26. Zerstörerflottille unter Captain Manley Power. die Saumarez, Venus, Verulam, Vigilant und Virago von der Task Force 61 abgelöst, um sich der Task Force 62 anzuschließen. Die Force 62 traf am 15. Mai um 7:00 Uhr auf die Force 61.
Die Suche nach der japanischen Evakuierungstruppe sollte nun fortgesetzt und die japanischen Schiffe abgefangen werden um sie zu zerstören. Der letzte Bericht besagte, dass sie im Indischen Ozean nach Süden fahren würden.
In der Folge kam es zur Schlacht in der Straße von Malakka (Operation Mitre).